# Іподром

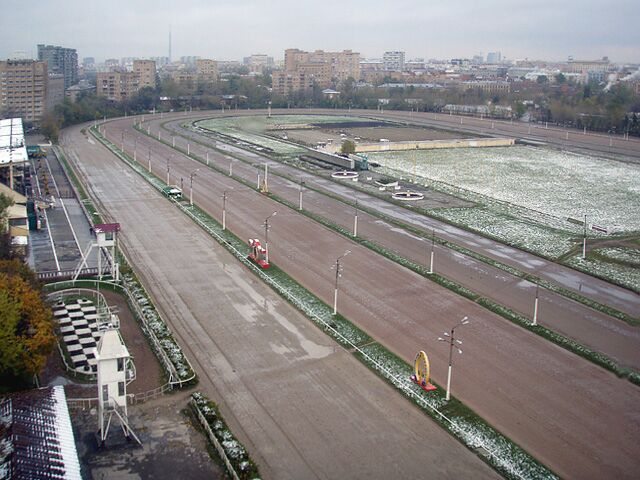
Московський іподром

Іподро́м (дав.-гр. ἱππόδρομος, від ἵππος — «кінь» та δρόμος — «місце для бігу») — комплекс споруд для випробування рисистих і скакових коней та проведення кінно-спортивних змагань; установа, що проводить ці випробування чи змагання. Прототипом сучасних іподромів є давньогрецькі іподроми. Також на іподромах проводять виставки і виведення коней.

## Види іподромів
Іподроми діляться на:
- скакові — лише для проведення перегонів;
- бігові — лише для проведення рисистих перегонів або перегонів іноходців;
- комбіновані — для проведення обох видів випробувань.

## Відомі іподроми
- Львівський іподром
- Лексингтонський іподром
- Іподром Нью-Маркет
- Епсомський іпподром
- Венсенський іподром
- Іподром Лоншан
- Пардубицький іподром
- Мадридський іподром
- Київський іподром
- Харківський іподром
- Одеський іподром
- Луганський іподром
- Центральний Московський іподром

### Історичні
- Полтавський іподром